# Zeama
Zeama (rumänska: Zeamă) är en traditionell och populär moldavisk kycklingsoppa med nudlar. Den innehåller dessutom grönsaker och rotfrukter som potatis, lök, tomat och morötter, men urvalet kan variera från recept till recept eller region till region och beroende på säsong. Dessutom ingår fermenterad kål och/eller vete, som ger soppan en distinkt smak.
Zeama kryddas vanligen med libbsticka, persilja, salt och peppar, men andra örter och kryddor, såsom rosmarin, dill och timjan kan också användas. En zeama tillagas från grunden på cirka 90 minuter med och serveras oftast med smetana och bröd på klassiskt östeuropeiskt vis.